# Ochotona curzoniae
A pika-de-lábios-negros ou pika-do-platô (Ochotona curzoniae) é um lagomorfo encontrado na China, Índia e Nepal.